# Above the Weeping World
Above the Weeping World — це третій студійний альбом фінського гурту Insomnium. Вихід альбому відбувся 9 серпня 2006 року в Європі та 17 жовтня цього ж року у всіх інших регіонах під лейблом Candlelight Records. Музичний відеокліп був знятий на пісню «Mortal Share».
Протягом першого тижня після виходу альбом досяг дев'ятої сходинки на фінських чартах альбомів (тиждень 39/2006).
Тексти пісень альбому були написані під впливом (а у деяких випадках — запозичені) таких класичних поетів, як Гельдерлін, Едгар Аллан По та фінський класик Ейно Лейно. Остання композиція альбому, «In the Groves of Death», триває близько десяти хвилин, а її основна тематика сильно інспірована поемою Лейно — «Tumma», яка є завершальною поемою із його саги «Helkavirsiä». Ціла поема «The Night Has a Thousand Eyes» англійського поета Берділлона використовується як приспів для третьої композиції альбому під назвою «Drawn to Black». Пісня Above the Weeping World отримала надзвичайно позитивні відгуки як у Фінляндії (наприклад, журнал SUE — 10/10), так і за кордоном (наприклад, Kerrang! — 5/5), при чому альбом дебютував на фінських чартах на 9-й сходинці (тиждень 39/2006), що саме по собі є визначним досягненням для гурту у стилі мелодійний дез-метал. В той же час гурт Insomnium розпочав своє перше музичне турне по всій Європі, зігравши 36 виступів за шість тижнів (5 вересня — 15 жовтня) у 15 країнах.

## Список композицій
| #     | Назва                    | Автор                                                     | Тривалість |
| ----- | ------------------------ | --------------------------------------------------------- | ---------- |
| 1.    | «The Gale»               | Вілле Фріман                                              | 2:41       |
| 2.    | «Mortal Share»           | Фріман, Нііло Севанен                                     | 4:00       |
| 3.    | «Drawn to Black»         | Фріман, Севанен; слова приспіву взяті із поеми Берділлона | 6:00       |
| 4.    | «Change of Heart»        | Фріман, Севанен                                           | 4:31       |
| 5.    | «At the Gates of Sleep»  | Севанен                                                   | 7:05       |
| 6.    | «The Killjoy»            | Фріман, Севанен                                           | 5:23       |
| 7.    | «Last Statement»         | Севанен                                                   | 7:32       |
| 8.    | «Devoid of Caring»       | Фріман, Вілле Ванні                                       | 5:40       |
| 9.    | «In the Groves of Death» | Фріман, Севанен, Ванні                                    | 10:08      |
| 53:00 |                          |                                                           |            |

| Японські бонус-треки | Японські бонус-треки      | Японські бонус-треки |
| #                    | Назва                     | Тривалість           |
| -------------------- | ------------------------- | -------------------- |
| 10.                  | «Vicious Circle Complete» | 5:12                 |
| 11.                  | «Unmourned»               | 4:49                 |
| 12.                  | «Numen Divinum»           | 5:30                 |

## Учасники
| Insomnium - Нііло Севанен − вокал, бас-гітара - Вілле Фріман − гітара - Вілле Ванні − гітара - Маркус Гірвонен − ударні Додаткові музиканти - Аранжування на клавішних у виконанні Алексія Мунтера; компонування гри на клавішних — Алексій Мунтер, Вілле Фріман та Нііло Севанен - Анті Гаапанен: додатковий вокал у композиціях 6 та 9 | Продюсування - Аранжування та продюсування у виконанні Insomnium - Звукорежисура та мікшування у виконанні Саму Оіттінена (між 7 квітня та 14 травня 2006 року) - Мастеринг у виконанні Мінерви Паппі (5 червня 2006 року на Finnvox Studios) Інші - Фотознімки гурту у виконанні Вілле Кайсла та Юссі Саркілахті - Мистецький дизайн у виконанні Вілле Кайсла при підтримці Оллі-Пекка Салоніемі |

## Історія видання
| Країна      | Дата видання   |
| ----------- | -------------- |
| Європа      | 9 серпня 2006  |
| Решта світу | 17 жовтня 2006 |